# عبد العالي حساني شريف
عبد العالي حساني شريف (باللاتينية: Abdelaali Hassani Cherif)، سياسي جزائري يترأس حركة مجتمع السلم، ومرشحه للإنتخابات الرئاسية الجزائرية عام 2024.
هو من مواليد الفاتح نوفمبر 1966، من ولاية المسيلة، وهو أب لأربعة أطفال.
حصل على شهادة مهندس دولة في الهندسة المدنية عام 1992 ثم ليسانس في القانون الإداري عام 2004.
كان عضوا بالمجلس الشعبي لولاية المسيلة من 2002 إلى 2007 ونائبا بالمجلس الشعبي الوطني من 2007 إلى 2012. أما في حركة مجتمع السلم، فقد كان مسؤولاً عن التنظيم والرقمنة داخل الحزب ثم أمينًا عامًا له، قبل أن يصبح رئيسًا له في عام 2023 خلفًا لعبد الرزاق مقري.
وقد اختاره حزبه مرشحا للانتخابات الرئاسية الجزائرية 2024 ، ليتنافس مع كل من الأمين العام لجبهة القوى الإشتراكية يوسف أوشيش، والمترشح الحر عبد المجيد تبون.